# チュメニ州の行政区画
チュメニ州の行政区画（チュメニしゅうのぎょうせいくかく）では、ロシア連邦、チュメニ州の行政区画について解説する。

## 行政区画

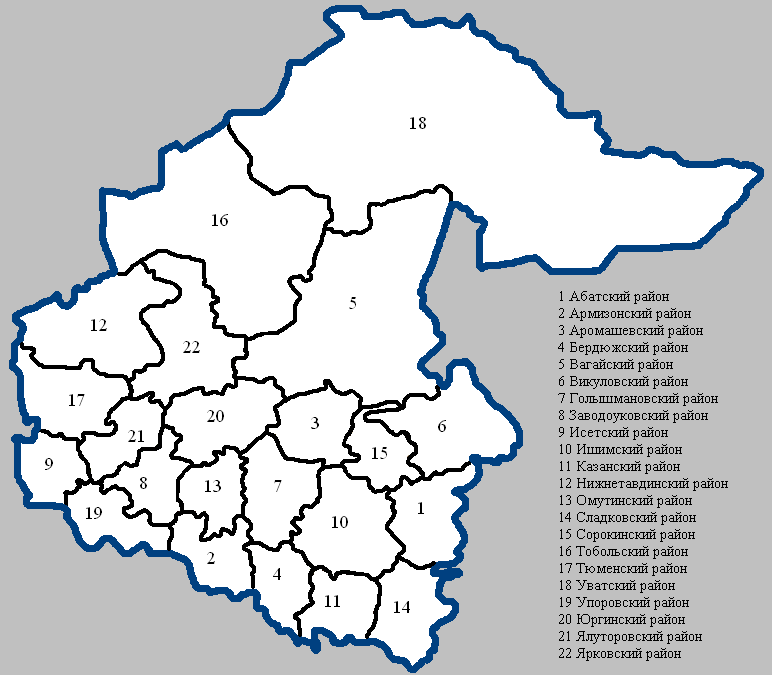
チュメニ州の行政区画(自治管区を除く)

チュメニ地方の行政 - 領土構造についての法律によると、チュメニ州は以下の自治管区を含む。
- ハンティ・マンシ自治管区・ユグラ
- ヤマロ・ネネツ自治管区

チュメニ州は上記自治管区を除くと5つの町、22の地区(292の農村居住区域を含む)から構成される。
- 町 (チュメニ州の管轄下)
  - チュメニ (Тюмень) (行政中心地)
  - ザヴォドウコフスク (Заводоуковск)
  - イシム (Ишим)
  - トボリスク (Тобольск)
  - ヤルトロフスク (Ялуторовск)
- 地区(ラヨン)
  - アバツコエ地区 (Абатский)
  - アルミゾンスコエ地区 (Армизонский)
  - アロマシェヴォ地区 (Аромашевский)
  - ベルジュジエ地区 (Бердюжский)
  - ヴァガイ地区 (Вагайский)
  - ヴィクロヴォ地区 (Викуловский)
  - ゴリシュマノヴォ地区 (Голышмановский)
  - ザヴォドウコフスク地区 (Заводоуковский)
  - イセツコエ地区 (Исетский)
  - イシム地区 (Ишимский)
  - カザンスコエ地区 (Казанский)
  - ニージュニャヤ・タヴダ地区 (Нижнетавдинский)
  - オムチンスコエ地区 (Омутинский)
  - スラドコヴォ地区 (Сладковский)
  - ソロキノ地区 (Сорокинский)
  - トボリスク地区 (Тобольский)
  - チュメニ地区 (Тюменский)
  - ウヴァト地区 (Уватский)
  - ウポロヴォ地区 (Упоровский)
  - ユルギンスコエ地区 (Юргинский)
  - ヤルトロフスク地区 (Ялуторовский)
  - ヤルコヴォ地区 (Ярковский)